# Mattias Johansson (thaiboxare)
Mattias Johansson, född 23 september 1987 i Göteborg, Torslanda. är en svensk thaiboxare
som tävlar i bl.a. K-1.

## Gym
- Halmstad Muay Thai
- Stockholm Muay Thai
- Fit4Fight Gym GBG

## Meriter

### Resultat -t.o.m 2011
- 18 Matcher
- 15 Vinster
- 2  Förluster

### Titlar
- SM mästare 2009 i 80-kilosklassen
- Uttagen till SM 2006, 2007 & 2008

### Fotnoter
1. ↑  ”Mattias Johansson”. Birthday.se. http://www.birthday.se/person/d11e838a-bc9d-ea56-3431-5899f34e210a. Läst 22 juli 2013.